# Herlitz
Pelikan Group (antes Herlitz A.G.) era una de las compañías tradicionales alemanas más reconocidas, fundada en Berlín por Carl Herlitz en 1904 como una firma de venta al por mayor de papel y productos de oficina.

## Historia
Durante las décadas de 1950 y 1960, Herlitz se convirtió en una de las firmas al por mayor más importantes de Alemania, gracias a una poderosa estrategia de organización y distribución de productos.
En 1972 se transformó en una compañía pública limitada, y cinco años más tarde se hizo muy cotizada en la bolsa de acciones de Berlín.
El 18 de agosto de 1986, Herlitz y Parker celebraron un acuerdo sobre distribución de productos Parker en Alemania, donde se prohibía toda exportación de artículos de escribir de precios medianos sin el consentimiento escrito de Parker.
En las décadas de 1980 y 1990 expandió su posición a nivel europeo.
En 2002 la empresa fue forzada a declararse insolvente debido a los problemas financieros por los que corría, causados entre otros, por su política de expansión masiva durante los años 90. El estado de insolvencia fue evitado con éxito durante cuatro meses, cambiando finalmente su clásica tendencia por una nueva orientación estratégica de negocio basada en la simplificación estructural y procedimental de la compañía, y una política de extensión de servicios como segundo pilar, llamada "Logística eCom" que se basa en la elaboración de soluciones en productos modificados para requisitos particulares, buscando la optimización del surtido y disposición de productos especiales. Los clientes de Herlitz, en esta área, son: Tesa, Bic, Henkel, Schwan Stabilo, Rotho, Staedtler, Hewlett Packard y Hudson Kunert.

## Actividades
La empresa se dedica también al comercio minorista, donde la distribución se realiza a través de la empresa McPaper GmbH y de numerosas tiendas y puntos de venta en Alemania dependientes de ella. Dentro de su actividad normal, Herlitz distribuye también productos de otros fabricantes, tanto en la fase minorista como en la mayorista.
Herlitz tiene actualmente un volumen de ventas anual cercano a los 350 millones euros y es parte de los principales productores de papel y productos de oficina en Europa, principalmente Europa del Este, donde Herlitz es hoy el líder del mercado. El personal de Herlitz asciende a los 3000 trabajadores en Alemania y el resto de Europa. El 67% de la compañía pertenece a los bancos y el resto a las partes respectivas como una compañía limitada.
Herlitz es la única compañía que ofrece un aproximado de 15.000 productos al mercado europeo. La empresa Herlitz desarrolla casi 1/3 de sus actividades comerciales en el extranjero.
La compañía trabaja con estándares de sustentabilidad, por lo que la economía y la sociedad juegan un importante papel en su desarrollo empresarial, como el capital humano y la ecología. Herlitz mantiene estrictas políticas con sus surtidores, por lo que en su producción no procesan maderas tropicales ni de tipo nativo-autóctonas.